# 針

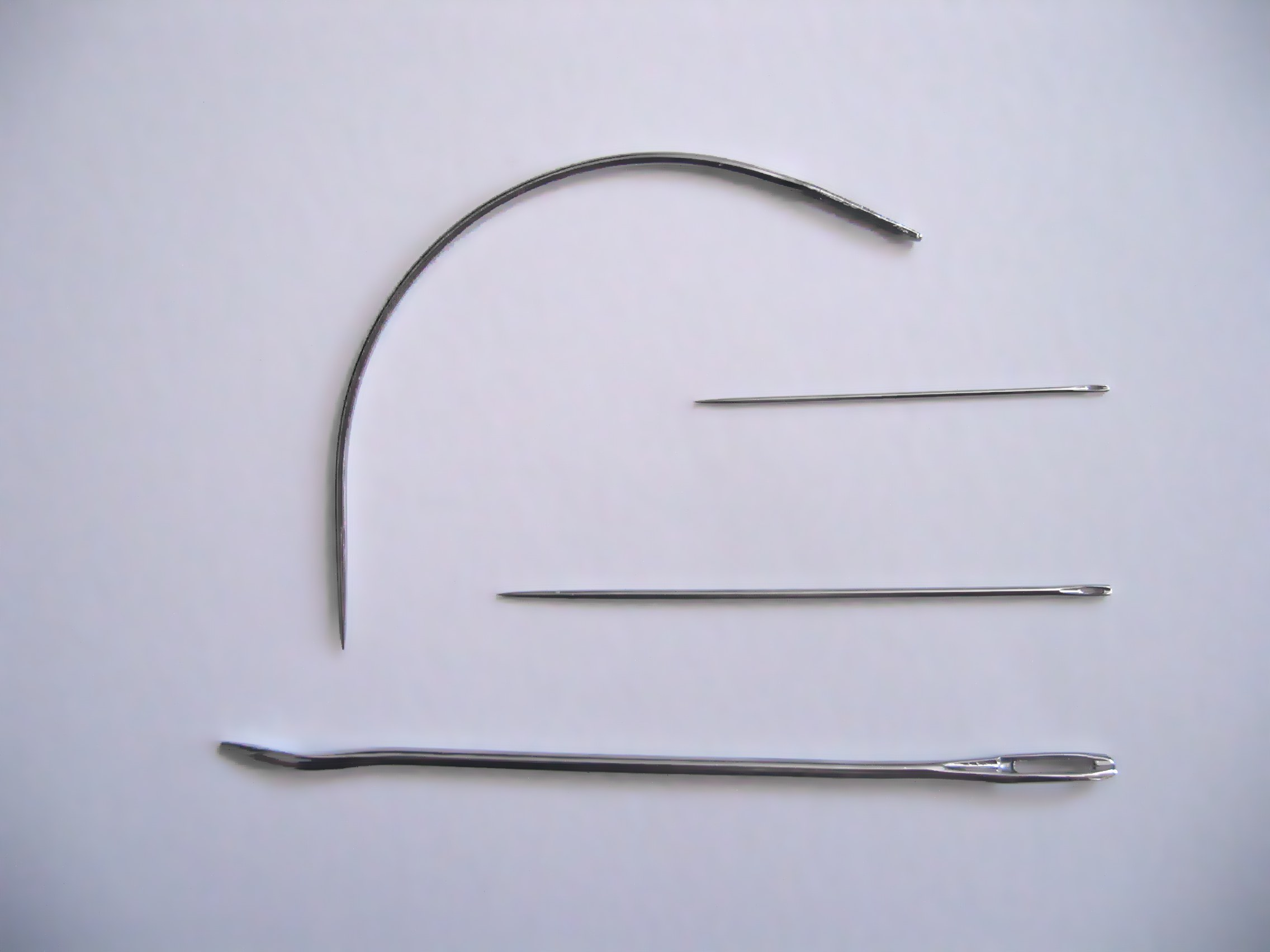
缝衣用的针

針是人類最早期的縫紉工具。針的歷史最早可推至舊石器時代的砭石、石針、骨針等。

## 歷史
1930年在北京郊區房山縣周口店龍骨山發現山頂洞人使用的骨針，長82毫米，直徑3毫米，針孔殘缺。

## 醫療
注射用品，注射器必須是中空的，而且使用前必須消毒。
在中醫方面有針灸。

## 釣具
釣針是一種垂釣用的工具。

## 文化
- 14世纪时，因针极其宝贵，英国售针仅限于1月1日及1月2日两天，用针者仅限于富人。故通常结婚时，夫家均给予妻子一笔款项作为购针之用，谓之针线钱。“针线钱”这一名词今日在英国仍甚普遍，多指贵妇人用以购买奢侈品之钱，或丈夫给予妻女的零用钱。[1]

- 针是生活中常见的日用品，其特殊的形状常用作俗语。例如中国俗谚“只要功夫深，铁杵磨成针”、成语“绵里藏针”、“针锋相对”等。

- 《圣经》中写道“骆驼穿过针的眼， 比财主进神的国还容易呢”。[2]
- 在台灣，經歷過台灣日治時代的長者，多會使用「針」來當作貨幣的單位，相當於現代常用的「分」。

## 基本縫：七大縫法
- ①：疏縫
- ②：平針縫
- ③：回針縫
- ④：斜針縫
- ⑤：交叉縫
- ⑥：藏針縫
- ⑦：毛邊縫
- ⑧：鈕扣縫法
- ⑨：裙鉤縫法
- ⑩：暗扣縫法
- ⑪: 義傑插針法

## 其他
- 大頭針

## 延伸阅读
[在维基数据编辑]
 《欽定古今圖書集成·經濟彙編·考工典·針部》，出自陈梦雷《古今圖書集成》